# Biblioteca Virginia Zúñiga Tristán
La Biblioteca Virginia Zúñiga Tristán se encuentra ubicada en la ciudad universitaria Rodrigo Facio Brenes, sede central de la Universidad de Costa Rica (UCR), específicamente en la Facultad  de Letras. Fue fundada en el año 1977 como un agregado de la Facultad de Estudios Generales de la misma universidad, y en 1982 se ubica finalmente en el edificio en donde se encuentra en la actualidad.
La decisión de otorgarle el nombre de la profesora Virginia Zúñiga Tristán a la biblioteca surge de la encomiable labor realizada por la docente en bien de esta biblioteca, y de la Facultad de Letras en general.

## Reseña histórica
La biblioteca de la Facultad de Letras inicia como tal en 1977, aunque en ese entonces era solo una pequeña colección ubicada en una sala del edificio de Estudios Generales. Entre los años de 1977 y 1981, fungiendo como decano de la facultad el Dr. Roberto Murillo, se realizan gestiones para ampliar la colección de la biblioteca mediante donaciones, siendo las de la Embajada de Holanda y de la Cooperativa de libros de la UCR las más importantes. Para el año de 1982 se inaugura el nuevo edificio de la Facultad de Letras, dado pie esto a que se traslade la colección al lugar donde se encuentra actualmente.
En la década de los 90, gracias a la labor de las tres Escuelas que conforman la Facultad (Lenguas Modernas, Filosofía y Filología), se llevan a cabo reformas en la biblioteca, las cuales incluyen la ampliación del espacio físico y el aumento de las colecciones por medio de comprar directa de materiales y donaciones.
Para el año 2001 se realiza una agrandado a la biblioteca los cual permitió tener mayor espacio para las colecciones, así como una mejor área de trabajo para el personal. En este mismo año se obtiene por parte de la Vicerrectoría de Investigación la colaboración monetaria para la adquisición de una computadora para que los usuarios de la biblioteca pudieran acceder al catálogo.
Con el propósito de brindar un mejor servicio a los usuarios con algún tipo de deficiencia visual se adquiere en el 2006 el programa JAWS, el cual  facilita la búsqueda de material en el catálogo. Es en este mismo año que la biblioteca es bautizada con el nombre de Virginia Zúñiga Tristán como reconocimiento a la labor realiza por esta profesora en la Facultad de Letras.
En el 2014 se realiza la última remodelación de la biblioteca. Se acondicionó el área de atención al público para cumplir con la Ley 7600, y así poder brindar una adecuada atención a los usuarios con algún tipo de movilidad reducida. Además, se renovaron los estantes de madera por estantes móviles de acero inoxidable.
- Misión

Ser un ente primordial en la búsqueda de información bibliográfica para las distintas investigaciones de los usuarios (profesores, estudiantes, administrativos, investigadores), asimismo, brindar información especializada y personalizada acorde a las necesidades de estos.

## Colecciones
La biblioteca consta de una colección cerrada que cuenta con un aproximado de 18 mil ejemplares, divididos en las principales áreas de estudio de la Facultad de Letras, las cuales serían:
1. Filosofía
2. Gramática: inglesa, española, latín, griego, sánscrito, japonesa, china.
3. Lingüística
4. Teoría Literaria
5. Referencia: diccionarios, enciclopedias.
6. Revistas: cuenta con una gran variedad de revistas internacionales, pero en especial brinda las revistas que produce la Facultad de Letras:

- Revista Kañina
- Estudios de Lingüística Chibcha
- Revista de Filología y Lingüística
- Revista de la Escuela de Lenguas Modernas
- Revista de la Escuela de Filosofía

1. Literatura: incluye una subdivisión de acuerdo al origen de la obra, de tal menara que cada documento puede ubicarse en una de las siguientes clasificaciones:

- Literatura Latinoamérica
- Literatura Española
- Literatura Costarricense
- Literatura Francesa
- Literatura Estadounidense
- Literatura Italiana
- Literatura Rusa
- Literatura Canadiense
- Literatura China
- Literatura Portuguesa
- Literatura Japonesa
- Literatura  Inglesa
- Literatura Griega
- Literatura Latina